# 18 Pułk Dragonów (Cesarstwo Niemieckie)
18 Wielkoksiążęcy pułk dragonów (2 Meklemburski) (niem. 2. Großherzoglich Mecklenburgisches Dragoner-Regiment Nr. 18)  – pułk kawalerii niemieckiej okresu Cesarstwa Niemieckiego.

## Charakterystyka
Pułk został sformowany 8 sierpnia 1867. Stacjonował w Parchimiu . Wchodził w skład VIII Korpusu Armijnego .

 Wiosną 1914 był w strukturze 17 Brygady Kawalerii z 17  Dywizji Piechoty.
W wyniku mobilizacji, w sierpniu 1914 pułk osiągnął gotowość bojową i w składzie 17 Brygady Kawalerii z 4 Dywizji Kawalerii został wysłany na front zachodni.

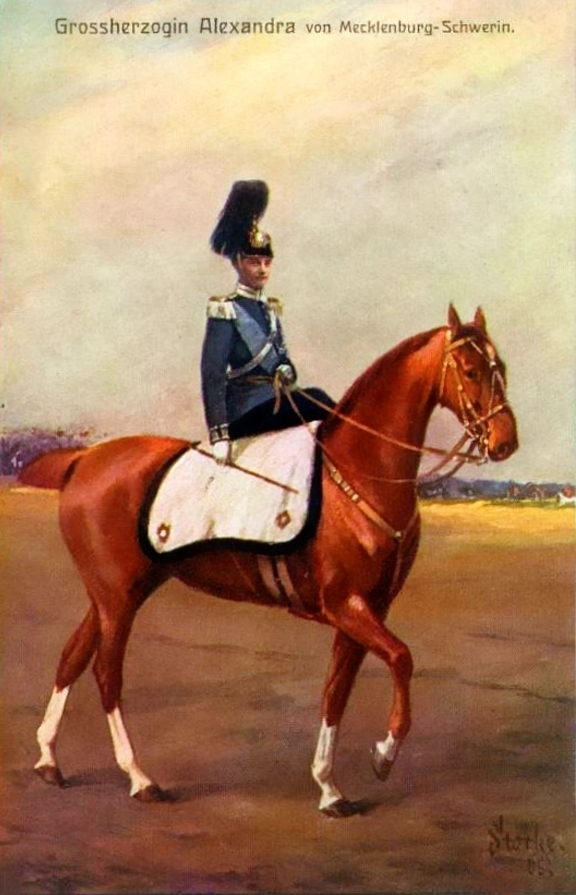
Szef pułku